# 市場に行こう
『市場に行こう』（いちばにいこう）は、島谷ひとみの4枚目のシングル。2001年5月30日にavex traxからリリースされた。
表題曲は、パーカッションやアコースティック・ギターの調べに乗せて歌う、ラテン調のメランコリックなラブソング。生活感のある歌詞は、恋人を思いやる男性の包容力と、2人の未来への夢を感じさせる。この曲は『第34回日本有線大賞』有線音楽優秀賞を受賞し、前作「パピヨン 〜papillon〜」とともに後にアナログカットされた。9枚目のシングル『いつの日にか…』に「メランコリック・ヴァージョン」が収録されている。タイトルの「市場」繋がりで全国の中央卸売市場の応援歌にも起用された。

## 収録曲
1. 市場に行こう
作詞：康珍化 / 作曲・編曲：迫茂樹
TBS系「ワンダフル」内コーナー「月極ワンダフル」6月度テーマソング
2. SPLASH
作詞：康珍化 / 作曲・編曲：上野圭市
3. 市場に行こう (Instrumental)
4. SPLASH (Instrumental)